# S&T Motiv K14
S&T Motiv K14 — снайперська гвинтівка під набій .308 Winchester з поздовжньо-ковзним поворотним затвором, розроблена компанією S&T Motiv і є стандартною снайперською гвинтівкою збройних сил Республіки Корея.

## Конструкція

Тренування сил спеціального призначення армії РК зі снайперською гвинтівкою К14

K14 — гвинтівка з поздовжньо-ковзним затвором, рукоятка затвора якої відкривається на 60 градусів для швидкого перезаряджання. Затвор K14 має деяку подібність із затвором гвинтівки Winchester Model 70. Приклад виготовлений з армованого скловолокном полімеру з регульованою щокою та потиличником, а також регульованим по висоті моноподом та пістолетною рукояткою з отвором для великого пальця. Внутрішня рама металева та підтримує 4-сторонню планку Пікатінні для аксесуарів. Також гвинтівка оснащена сошками. Важкий рифлений ствол має довжину 610 мм і чотирьохконтактний полум'ягасник типу Vortex.
K14 має коротку ствольну коробку під патрон .308 Winchester. Точність гвинтівки складає 1 MOA на відстані до 100 ярдів, а ефективна дальність стрільби становить 800 метрів.
Компанія Hanwha Systems розробила багатофункціональний пристрій спостереження, що входить до складу комплекту K14. Пристрій спостереження оснащений вбудованим монокуляром, тепловізійною камерою, лазерним далекоміром, електронним компасом та GPS. Він може помітити людину з відстані до 2,5 км з використанням денного телескопа та до 1,5 км за допомогою тепловізійної камери.

## Оператори
- Республіка Корея — стандартна гвинтівка, використовується різними родами військ.
- Ірак — використовується спецпризначенцями[4].
- Йорданія — використовується збройними силами Йорданії[5].